# Primera dama de Brasil
La primera dama de la República Federativa del Brasil (en portugués: Primeira-dama da República Federativa do Brasil) es el título que se le otorga a la esposa del presidente de Brasil, y anfitriona del Palácio da Alvorada. En caso especial el cargo puede ser ejercido por mujeres que no son las esposas del presidente, cuando el presidente es soltero, divorciado o viudo. No tienen funciones oficiales dentro del gobierno, pero suelen participar en ceremonias públicas y organizar acciones sociales, tales como eventos benéficos.

## Historia
El título fue inspirado por el modelo estadounidense y, teóricamente, su papel es desempeñar lo que su marido, el presidente, no logra por falta de tiempo, liderando, por ejemplo, campañas de caridad y de voluntariado o participando de ellas, a fin de ayudar a los menos favorecidos.
La única primera dama que accedió a un cargo público fue Rosane Collor, ya que en 2018, fue candidata a diputada estadual de Alagoas, obteniendo su suplencia.
En 2019, Michelle Bolsonaro se convirtió en la primera titular en dar un discurso en el parlatorio del Palácio do Planalto durante una investidura presidencial. Que forma parte del Ministerio de Sordos y Mudos de la Iglesia Bautista Actitud, en la que actuó como intérprete de Libras en los cultos, rompió protocolo discursando en lenguaje de señas.

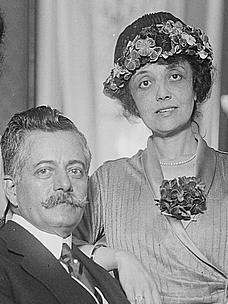
El Presidente Epitácio Pessoa y la Primera dama Mary.
El Presidente Juscelino Kubitschek y la Primera dama Sarah.
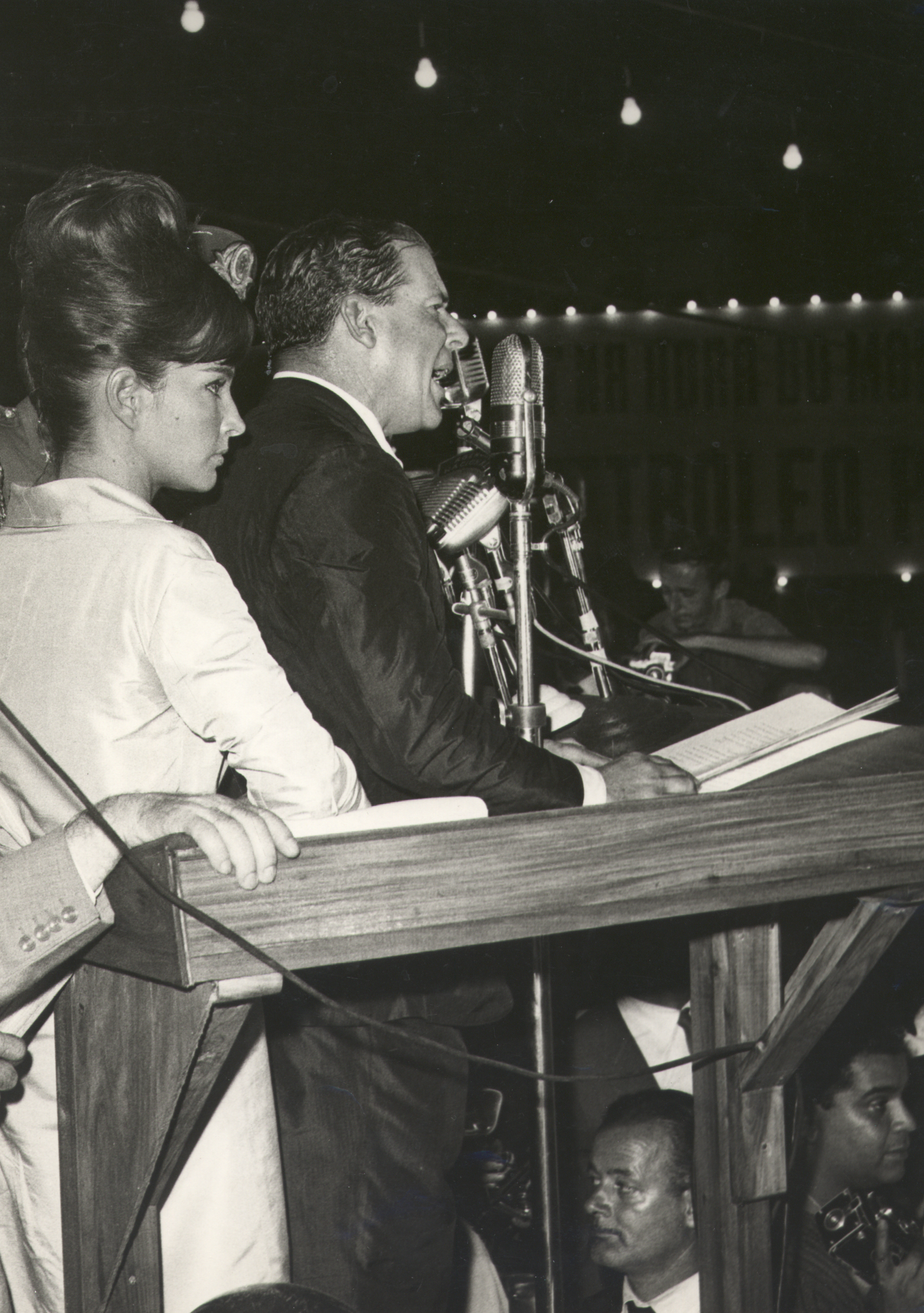
El Presidente João Goulart y la Primera dama Maria Thereza.
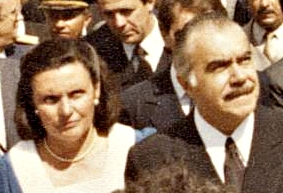
El Presidente José Sarney y la Primera dama Marly.
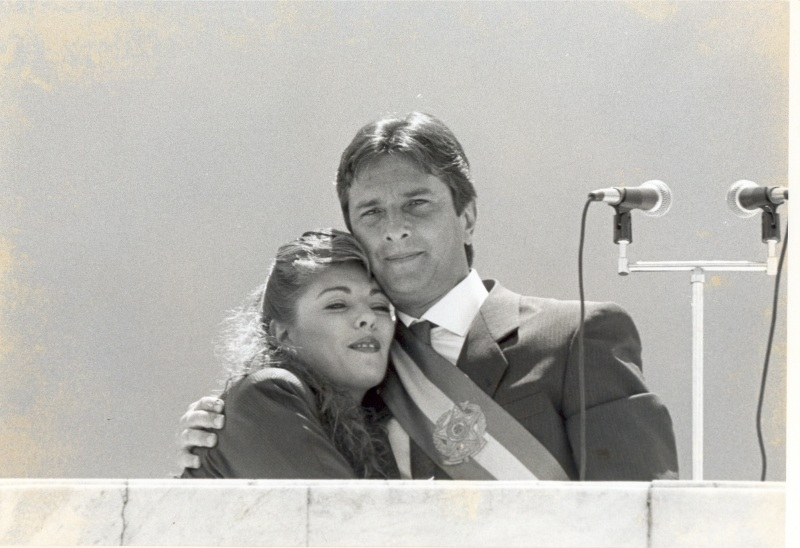
El Presidente Fernando Collor y la Primera dama Rosane.
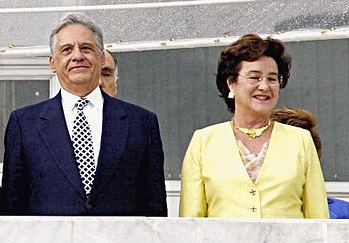
El Presidente Fernando Henrique Cardoso y la Primera dama Ruth.
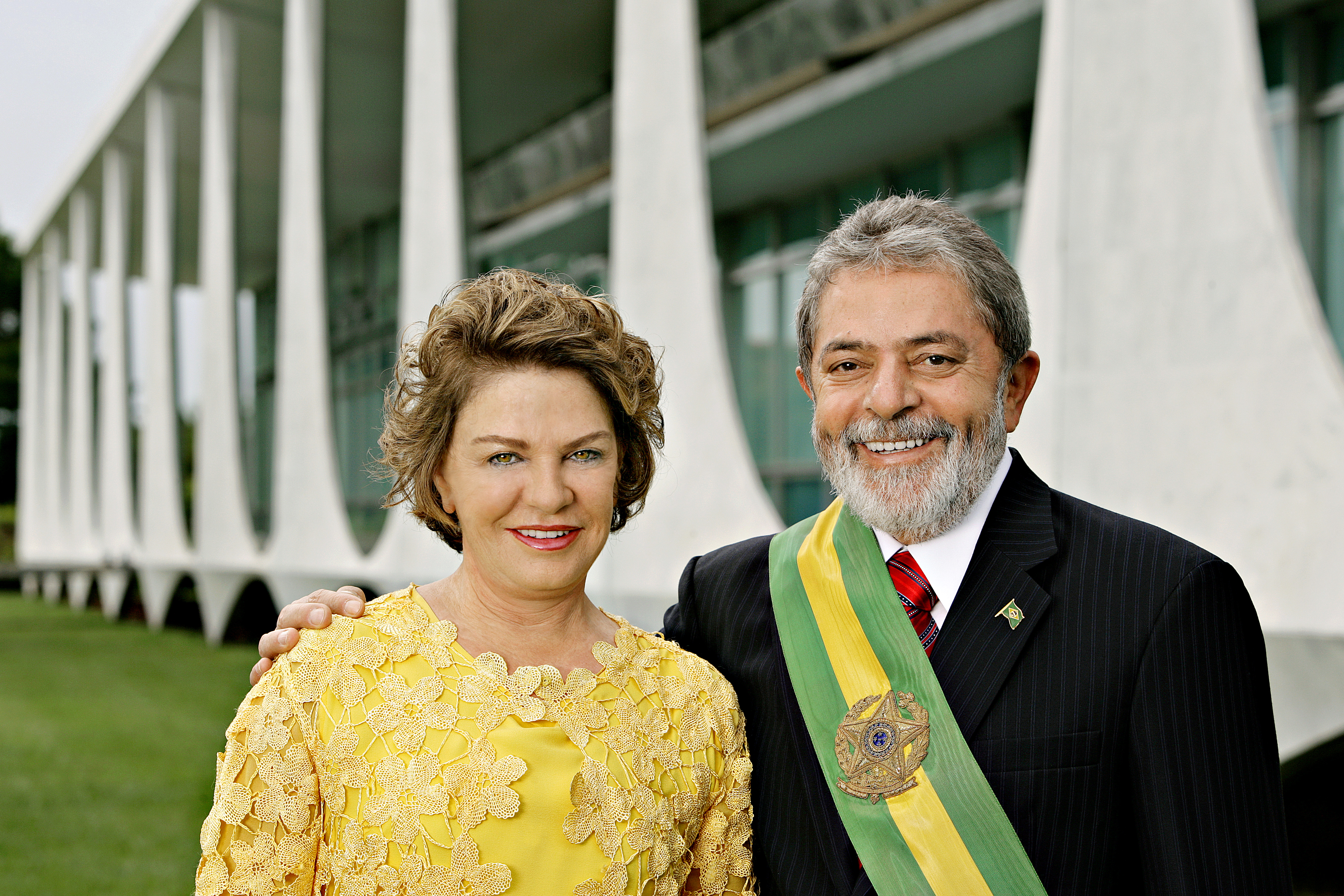
El Presidente Luiz Inácio Lula da Silva y la Primera dama Marisa Letícia.
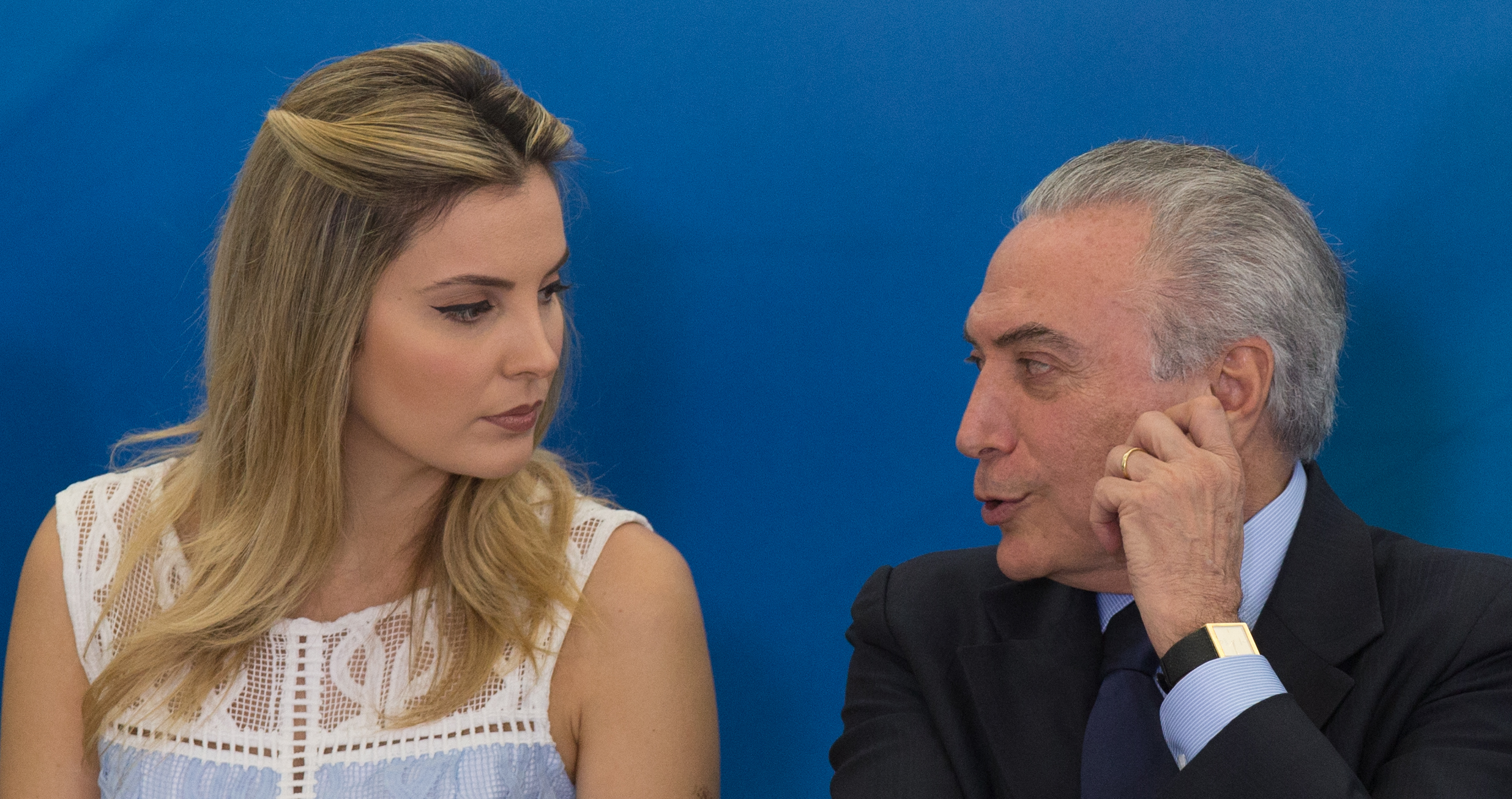
El Presidente Michel Temer y la Primera dama Marcela.
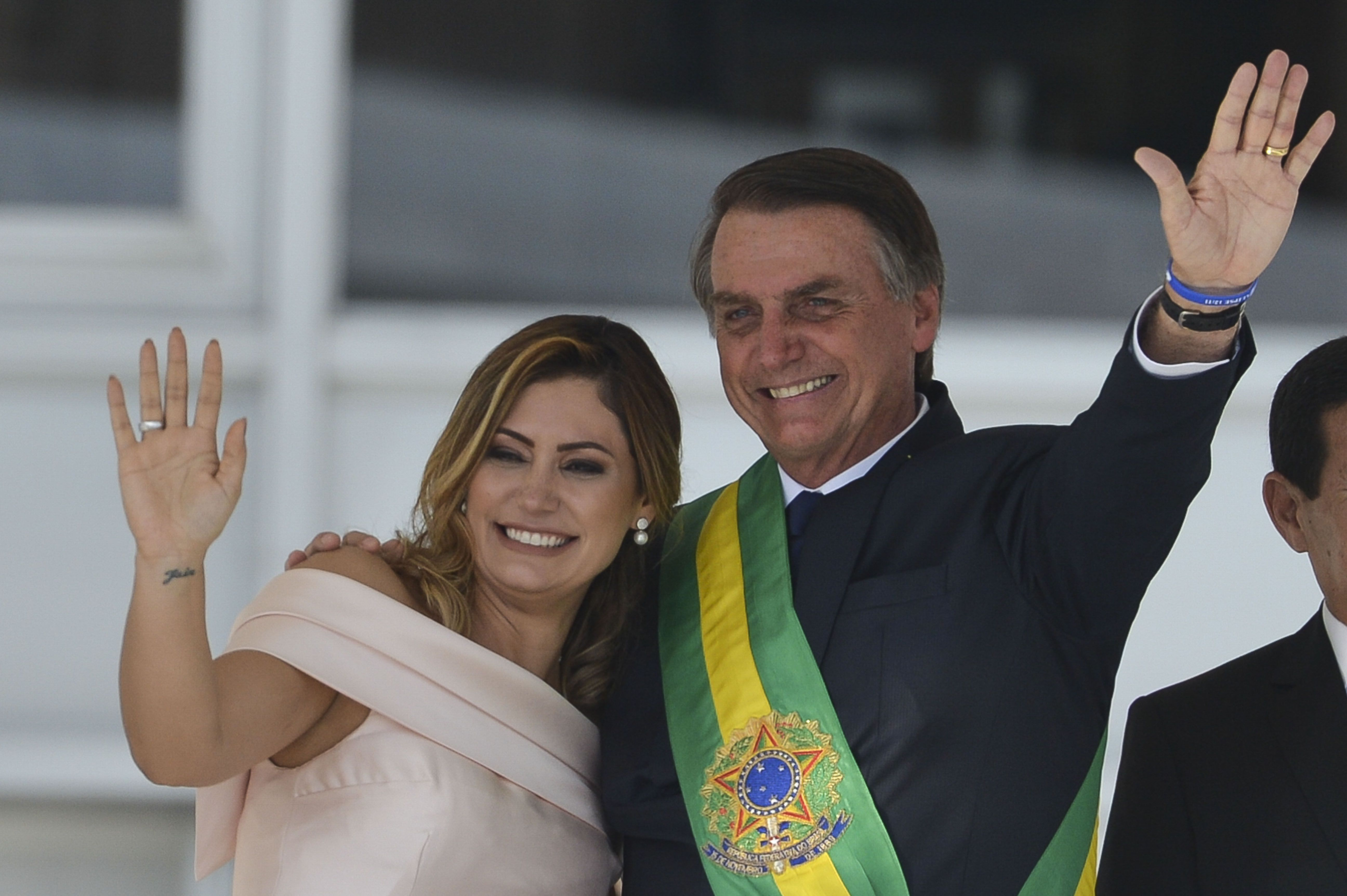
El Presidente Jair Bolsonaro y la Primera dama Michelle.
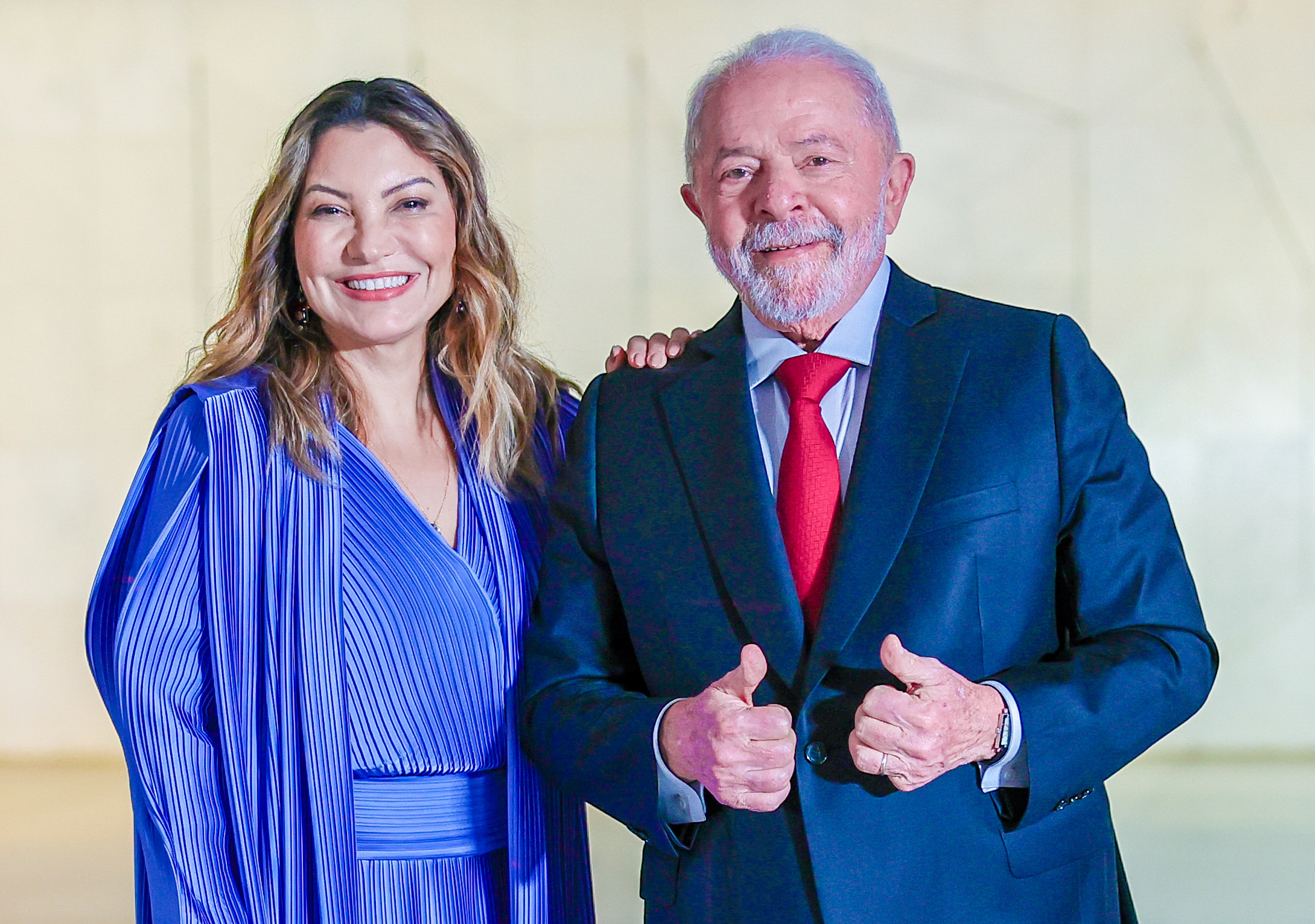
El Presidente Luiz Inácio Lula da Silva y la Primera dama Janja.

## Lista de primeras damas de Brasil
| Primera dama                        | Primera dama                        | Primera dama                        | Periodo                                           | Presidente                |
| ----------------------------------- | ----------------------------------- | ----------------------------------- | ------------------------------------------------- | ------------------------- |
| 1                                   |                                     | Mariana da Fonseca                  | 15 de noviembre de 1889 - 23 de noviembre de 1891 | Deodoro da Fonseca        |
| 2                                   |                                     | Josina Peixoto                      | 23 de noviembre de 1891 - 15 de noviembre de 1894 | Floriano Peixoto          |
| 3                                   |                                     | Adelaide de Morais                  | 15 de noviembre de 1894 - 15 de noviembre de 1898 | Prudente de Morais        |
| 4                                   |                                     | Ana Gabriela Campos Sales           | 15 de noviembre de 1898 - 15 de noviembre de 1902 | Campos Sales              |
| 5                                   |                                     | Catita Alves                        | 15 de noviembre de 1902 - 8 de diciembre de 1904  | Rodrigues Alves           |
| 5                                   |                                     | Marieta Alves                       | 8 de diciembre de 1904 - 15 de noviembre de 1906  | Rodrigues Alves           |
| 6                                   |                                     | Guilhermina Pena                    | 15 de noviembre de 1906 - 14 de junio de 1909     | Afonso Pena               |
| 7                                   |                                     | Anita Peçanha                       | 14 de junio de 1909 - 15 de noviembre de 1910     | Nilo Peçanha              |
| 8                                   |                                     | Orsina da Fonseca                   | 15 de noviembre de 1910 - 30 de noviembre de 1912 | Hermes da Fonseca         |
| Vacante; El presidente era viudo.   | Vacante; El presidente era viudo.   | Vacante; El presidente era viudo.   | 30 de noviembre de 1912 - 8 de diciembre de 1913  | Hermes da Fonseca         |
| 9                                   |                                     | Nair de Tefé                        | 8 de diciembre de 1913 - 15 de noviembre de 1914  | Hermes da Fonseca         |
| 10                                  |                                     | Maria Pereira Gomes                 | 15 de noviembre de 1914 - 15 de noviembre de 1918 | Venceslau Brás            |
| 11                                  |                                     | Francisca Ribeiro                   | 15 de noviembre de 1918 - 28 de julio de 1919     | Delfim Moreira            |
| 12                                  |                                     | Mary Pessoa                         | 28 de julio de 1919 - 15 de noviembre de 1922     | Epitácio Pessoa           |
| 13                                  |                                     | Clélia Bernardes                    | 15 de noviembre de 1922 - 15 de noviembre de 1926 | Artur Bernardes           |
| 14                                  |                                     | Sophia Pereira de Sousa             | 15 de noviembre de 1926 - 24 de octubre de 1930   | Washington Luís           |
| Vacante; primera junta militar.     | Vacante; primera junta militar.     | Vacante; primera junta militar.     | 24 de octubre de 1930 - 3 de noviembre de 1930    | Primera Junta Militar     |
| 15                                  |                                     | Darcy Vargas                        | 3 de noviembre de 1930 - 29 de octubre de 1945    | Getúlio Vargas            |
| 16                                  |                                     | Luzia Linhares                      | 29 de octubre de 1945 - 31 de enero de 1946       | José Linhares             |
| 17                                  |                                     | Carmela Dutra                       | 31 de enero de 1946 - 9 de octubre de 1947        | Eurico Gaspar Dutra       |
| Vacante; El presidente era viudo.   | Vacante; El presidente era viudo.   | Vacante; El presidente era viudo.   | 9 de octubre de 1947 - 31 de enero de 1951        | Eurico Gaspar Dutra       |
| 18                                  |                                     | Darcy Vargas                        | 31 de enero de 1951 - 24 de agosto de 1954        | Getúlio Vargas            |
| 19                                  |                                     | Jandira Café                        | 24 de agosto de 1954 - 8 de noviembre de 1955     | Café Filho                |
| 20                                  |                                     | Graciema da Luz                     | 8 de noviembre de 1955 - 11 de noviembre de 1955  | Carlos Luz                |
| 21                                  |                                     | Beatriz Ramos                       | 11 de noviembre de 1955 - 31 de enero de 1956     | Nereu Ramos               |
| 22                                  |                                     | Sarah Kubitschek                    | 31 de enero de 1956 - 31 de enero de 1961         | Juscelino Kubitschek      |
| 23                                  |                                     | Eloá Quadros                        | 31 de enero de 1961 - 25 de agosto de 1961        | Jânio Quadros             |
| 24                                  |                                     | Sylvia Mazzilli                     | 25 de agosto de 1961 - 7 de septiembre de 1961    | Ranieri Mazzilli          |
| 25                                  |                                     | Maria Thereza Goulart               | 7 de septiembre de 1961 - 2 de abril de 1964      | João Goulart              |
| 26                                  |                                     | Sylvia Mazzilli                     | 2 de abril de 1964 - 15 de abril de 1964          | Ranieri Mazzilli          |
| 27                                  |                                     | Antonietta Castelo Branco           | 15 de abril de 1964 - 15 de marzo de 1967         | Humberto Castelo Branco   |
| 28                                  |                                     | Yolanda Costa e Silva               | 15 de marzo de 1967 - 31 de agosto de 1969        | Artur Costa e Silva       |
| Vacante; segunda junta militar.     | Vacante; segunda junta militar.     | Vacante; segunda junta militar.     | 31 de agosto de 1969 - 30 de octubre de 1969      | Segunda Junta Militar     |
| 29                                  |                                     | Scylla Médici                       | 30 de octubre de 1969 - 15 de marzo de 1974       | Emílio Garrastazu Médici  |
| 30                                  |                                     | Lucy Geisel                         | 15 de marzo de 1974 - 15 de marzo de 1979         | Ernesto Geisel            |
| 31                                  |                                     | Dulce Figueiredo                    | 15 de marzo de 1979 - 15 de marzo de 1985         | João Figueiredo           |
| 32                                  |                                     | Marly Sarney                        | 15 de marzo de 1985 - 15 de marzo de 1990         | José Sarney               |
| 33                                  |                                     | Rosane Collor                       | 15 de marzo de 1990 - 29 de diciembre de 1992     | Fernando Collor           |
| Vacante; El presidente se divorció. | Vacante; El presidente se divorció. | Vacante; El presidente se divorció. | 29 de diciembre de 1992 - 1 de enero de 1995      | Itamar Franco             |
| 34                                  |                                     | Ruth Cardoso                        | 1 de enero de 1995 - 1 de enero de 2003           | Fernando Henrique Cardoso |
| 35                                  |                                     | Marisa Letícia                      | 1 de enero de 2003 - 1 de enero de 2011           | Luiz Inácio Lula da Silva |
| Vacante; La presidente se divorció. | Vacante; La presidente se divorció. | Vacante; La presidente se divorció. | 1 de enero de 2011 - 31 de agosto de 2016         | Dilma Rousseff            |
| 36                                  |                                     | Marcela Temer                       | 31 de agosto de 2016 - 1 de enero de 2019         | Michel Temer              |
| 37                                  |                                     | Michelle Bolsonaro                  | 1 de enero de 2019 - 31 de diciembre de 2022      | Jair Bolsonaro            |
| 38                                  |                                     | Janja Lula da Silva                 | 1 de enero de 2023 - actualidad                   | Luiz Inácio Lula da Silva |

### Ex primeras damas vivas

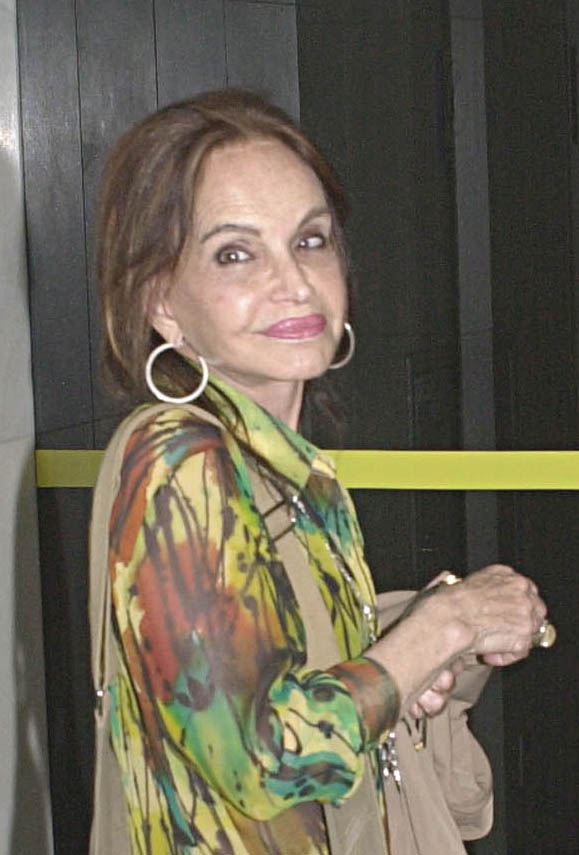
Maria Thereza Goulart                                                                           Servicioː 1961-1964                                                                                                       Nació en 1940                                                                                                 Esposa de João Goulart
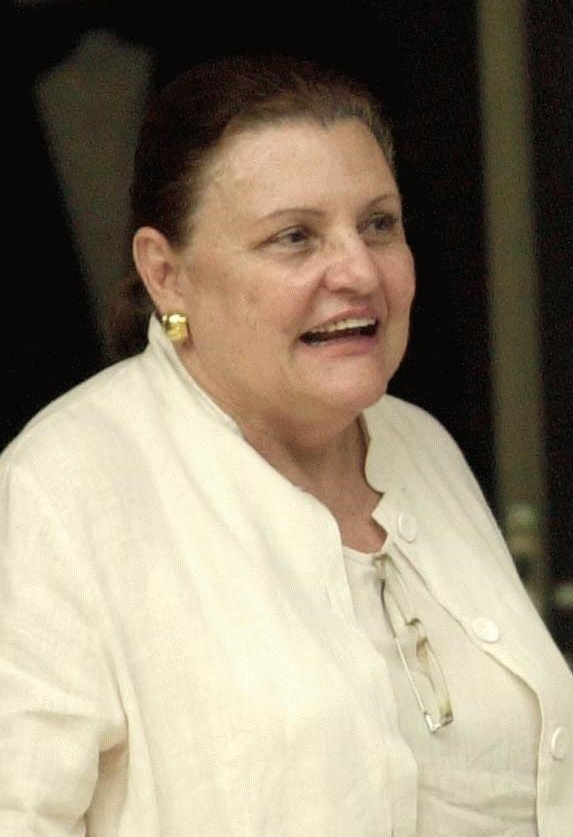
Marly Sarney                                                                             Servicioː 1985-1990                                                                                                       Nació en 1932                                                                                             Esposa de José Sarney
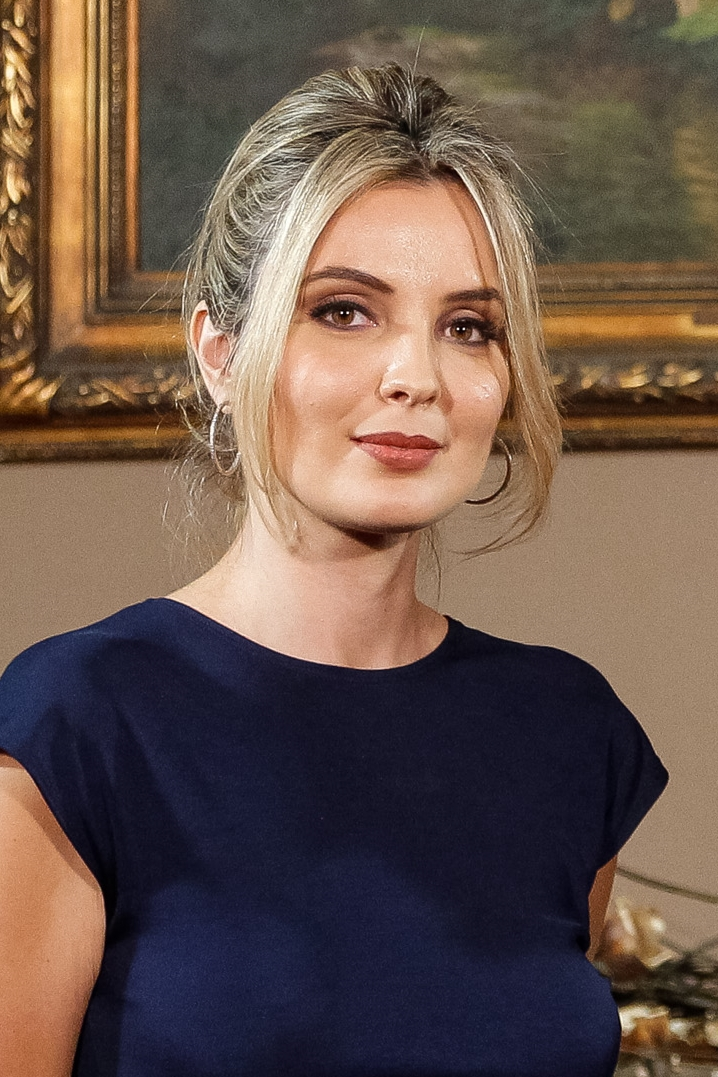
Marcela Temer                                                                          Servicioː 2016-2019                                                                                                      Nació en 1983                                                                                          Esposa de Michel Temer
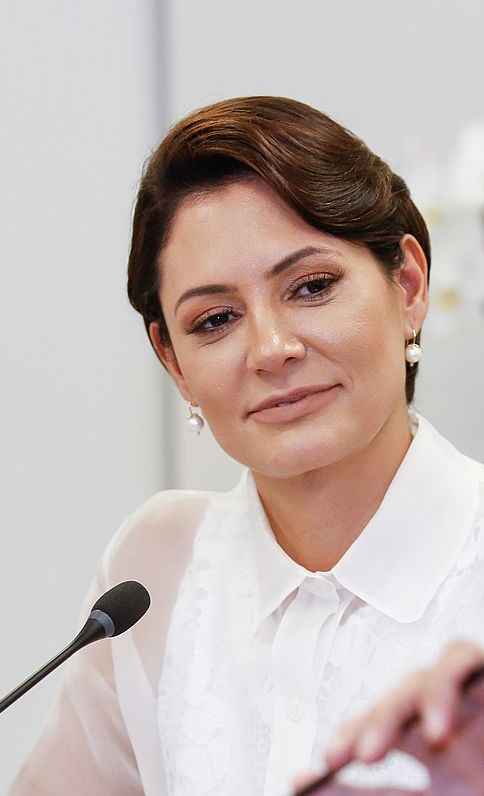
Michelle Bolsonaro Servicio: 2019-2022 Nación en 1982 Esposa de Jair Bolsonaro